# Isoetes precocia
Isoetes precocia är en kärlväxtart som beskrevs av R.L. Small och Hickey. Isoetes precocia ingår i släktet braxengräs, och familjen Isoetaceae. Inga underarter finns listade i Catalogue of Life.